# Bayenghem-lès-Éperlecques
Bayenghem-lès-Éperlecques – miejscowość i gmina we Francji, w regionie Hauts-de-France, w departamencie Pas-de-Calais.
Według danych na rok 1990 gminę zamieszkiwało 637 osób, a gęstość zaludnienia wynosiła 141 osób/km² (wśród 1549 gmin regionu Nord-Pas-de-Calais Bayenghem-lès-Éperlecques plasuje się na 701. miejscu pod względem liczby ludności, natomiast pod względem powierzchni na miejscu 723.).